# Биетагс, Эдвинс
Эдвинс Биетагс (латыш. Edvins Bietags, 28 февраля 1908 — 29 сентября 1983) — латвийский борец греко-римского стиля.
В 1934 году Эдвинс Биетагс стал чемпионом Европы по греко-римской борьбе, а в 1936 году завоевал серебряную медаль на Олимпийских играх.
См. таблицу олимпийского турнира